# ابن كليوباترا (فلم)
ابن كليوباترا (بالإيطالية: Il figlio di Cleopatra) هو فيلم عرض عام 1964، من إخراج فرديناندو بالدي.

## قصة الفيلم
في مصر الرومانية، أشعلت الإدارة الفاسدة لحاكم يُدعى بترونيوس ثورة بقيادة الكبير، الشاب الذي علم أنه ابن كليوباترا ويوليوس قيصر. عندما تقع ليفيا ابنة بترونيوس، الوافدة حديثًا من روما، في يديه، يستغل الكبير هذه الفرصة لجذبها إلى جانبه قبل إطلاق سراحها لوالدها. ومع ذلك، تم إحباط جهود ليفيا لتعزيز السلام، وفقط وصول أغسطس قيصر يمكن أن يؤدي إلى حل للوضع المضطرب.

## طاقم التمثيل
- مارك ديمون: (الكبير)
- سيلا جابل: (ليفيا)
- أرنولدو فوا: (فاروني)
- ألبرتو لوبو: (أغسطس)
- ليفيو لورينزون: (بترونيوس)
- سميرة أحمد: (مروى)
- شكري سرحان: (أكرو)
- ليلى فوزي: (هيرميا)
- يحيى شاهين: (سفر)
- حسن يوسف: (أورو)
- عبد الخالق صالح: (الكاهن)
- محمود فرج: (تاروك)
- باولو جوزلينو: (فوريو)
- فرانكو فانتازيا: (فيتيرو)
- كورادو أنيتشيلي: (لونجينوس)
- ألبرتو سيفينيني
- إيفان باستا
- أتيليو سيفيريني: (رسول)

## روابط خارجية
- ابن كليوباترا على موقع IMDb (الإنجليزية)
- ابن كليوباترا على موقع أول موفي (الإنجليزية)
- ابن كليوباترا على موقع فيلمافينيتي (الإسبانية)
- ابن كليوباترا على موقع قاعدة بيانات الفيلم (الإنجليزية)
- ابن كليوباترا على موقع ليتربوكسد (الإنجليزية)
- ابن كليوباترا على موقع كينوبويسك (الروسية)